# 桑原秀綱
桑原 秀綱（くわばら ひでつな）は、日本のサウンドデザイナー、リ・レコーディングミキサー、音響効果技師、音響監督。株式会社サウンドラウンド専務取締役。

## 略歴
映画会社、ゲーム会社を経て、音響制作プロダクション「SoundRound」を立ち上げる。
テレビドラマ、映画、アニメ、CM、サウンドドラマ、外画吹き替えなどのサウンドに関わる。

## 担当作品

### テレビドラマ
2010年
- 仮面ライダーオーズ/OOO（MAオペレーター）

2011年
- 仮面ライダーフォーゼ（MAオペレーター）

2018年
- 快盗戦隊ルパンレンジャーVS警察戦隊パトレンジャー（音響効果）[注 1]

2019年
- 4週連続スペシャル スーパー戦隊最強バトル!!（音響効果）
- 騎士竜戦隊リュウソウジャー（音響効果）[注 2]

2020年
- 魔進戦隊キラメイジャー（音響効果）
- スポットライト(TOKYO MX)（音響効果）
- ギャルと恐竜(実写パート)（音響効果/選曲）

2021年
- 機界戦隊ゼンカイジャー（音響効果）
- ザ・ハイスクール ヒーローズ（音響効果）

2022年
- 暴太郎戦隊ドンブラザーズ（音響効果）
- グッドモーニング、眠れる獅子（音響効果/選曲）
- Game Of Spy（音響効果）
- 仮面ライダーギーツ（音響効果）

2023年
- 王様戦隊キングオージャー（音響効果）
- グッドモーニング、眠れる獅子2（音響効果/選曲）
- 仮面ライダーガッチャード（音響効果）

2024年
- 爆上戦隊ブンブンジャー（音響効果）
- 仮面ライダーガヴ（音響効果）[注 3]
- ウイングマン（サウンドデザイン）

2025年
- ナンバーワン戦隊ゴジュウジャー（音響効果）

### 映画
2011年
- 仮面ライダー×仮面ライダー フォーゼ&オーズ MOVIE大戦MEGA MAX（ダイアログエディター）

2012年
- 仮面ライダー×スーパー戦隊 スーパーヒーロー大戦（ダイアログエディター）
- ONE PIECE FILM Z（スタジオエンジニア）

2014年
- 平穏な日々、奇蹟の陽（サウンドデザイン）

 2016年
- BAILE TOKYO（整音/音響効果）

2019年
- GOZEN-純恋の剣-（整音/音響効果）
- ルパンレンジャーVSパトレンジャーVSキュウレンジャー（音響効果）
- 騎士竜戦隊リュウソウジャー THE MOVIE タイムスリップ!恐竜パニック!!（音響効果）
- 殺さない彼と死なない彼女（整音）

2020年
- 魔進戦隊キラメイジャー エピソードZERO（音響効果）
- 死神遣いの事件帖‐傀儡夜曲‐（音響効果）
- 劇場版 騎士竜戦隊リュウソウジャーVSルパンレンジャーVSパトレンジャー（音響効果）
- 劇場版 仮面ライダーゼロワン REAL×TIME（音響効果）

2021年
- 機界戦隊ゼンカイジャー THE MOVIE 赤い戦い! オール戦隊大集会!!（音響効果）
- サンマデモクラシー（録音）
- 魔進戦隊キラメイジャーVSリュウソウジャー（音響効果）
- スーパー戦闘 純烈ジャー（サウンドデザイン）
- セイバー＋ゼンカイジャー スーパーヒーロー戦記（音響効果）
- かの山（サウンドデザイン）
- MIRRORLIAR FILMS Season1 -inside you-（サウンドデザイン）
- テン・ゴーカイジャー（音響効果）
- 仮面ライダー ビヨンド・ジェネレーションズ（音響効果）

2022年
- 仮面ライダーセイバー 深罪の三重奏（サウンドデザイン）
- 機界戦隊ゼンカイジャーVSキラメイジャーVSセンパイジャー（音響効果）
- スーパー戦闘 純烈ジャー 追い焚き☆御免（サウンドデザイン）
- 漆黒天（サウンドデザイン）
- 暴太郎戦隊ドンブラザーズ THE MOVIE 新・初恋ヒーロー（音響効果）
- 劇場版 仮面ライダーリバイス バトルファミリア（音響効果）
- その声のあなたへ（音響効果）
- 死神遣いの事件帖 -月花奇譚-（サウンドデザイン）

### アニメーション
2018年
- SNSポリス（音響監督）

2019年
- 今日もツノがある（録音/調整）

2020年
- ぽっこりーず（録音/調整）
- 困った爺さん（録音/調整/音響効果）
- まるまるマヌル（録音/調整）
- 巨人の花嫁（音響効果）

2021年
- 魔王イブロギアに身を捧げよ（音響効果）

### WEBドラマ / 特典
2018年
- ヒーローママ☆リーグ（サウンドデザイン）
- 快盗戦隊ルパンレンジャー VS 警察戦隊パトレンジャー ～GIRLFRIENDS ARMY～（サウンドデザイン）

2019年
- シリーズ怪獣区 ギャラス(TTFC)（音響効果）
- 冥界喫茶ジュバック（音響効果）
- 逃亡料理人ワタナベ（整音）

2021年
- スーパー戦闘純烈ジャースピンオフドラマ　純烈のラブ湯～全国名湯巡り（音響効果）
- ヨドンナ（音響効果）
- ヨドンナ2（音響効果）

2022年
- 『劇場版 仮面ライダーリバイス』スピンオフ配信ドラマ『Birth of Chimera』（音響効果）
- 仮面ライダーアウトサイダーズ（音響効果）

### 外画吹き替え
映画
- ファーザー（録音/調整）
- 海の上のピアニスト（4Kデジタル修復版＆イタリア完全版)（録音/調整）
- ザ・スクエア 思いやりの聖域（録音/調整）
- 聖なる鹿殺し キリング・オブ・ア・セイクリッド・ディア（録音/調整）
- 21ブリッジ（録音/調整）
- マティアス＆マキシム（録音/調整）
- 追龍（録音/調整）
- ピース・ニッポン（英語版）（録音/調整）
- ゴースト・ストーリーズ 英国幽霊奇談（録音/調整）
- プラド美術館 驚異のコレクション（録音/調整）
- ザ・インターセクションズ（録音/調整）
- ムルゲ 王朝の怪物（録音/調整）
- アップグレード（録音/調整）
- ザ・ミスト（録音/調整）
- A-X-L アクセル（録音/調整）
- ジェシカ（録音/調整）
- ファイティン！（録音/調整）
- 犯罪都市（録音/調整）
- フランス特殊部隊RAID（録音/調整）
- リセット 決死のカウントダウン（録音/調整）
- リベンジ・ファイト　相棒は天才ハッカー!?（録音/調整）

ドラマシリーズ 
- ワーキングママ　シーズン1、2、3（録音/調整）
- Formula 1: 栄光のグランプリ　シーズン1、2（録音/調整）
- ノーザン・レスキュー（録音/調整）
- たった一人の私の味方（録音/調整）
- ファウダ 報復の連鎖　シーズン２（録音/調整）

海外アニメーション 
- ナッツジョブ　リバティパーク奪還作戦！！（録音/調整）
- アグリードール（録音/調整）
- ピーターパンと魔法の本（録音/調整）
- 僕とロボと不思議な惑星（録音/調整）
- アンバーとまなぼう！あんぜんなせいかつ（録音/調整）
- ロイといっしょにひのようじん（録音/調整）
- ポリーとまなぼうこうつうあんぜん（録音/調整）
- ロボカーポリー／シーズン4 （録音/調整）